# 里奇蘭 (堪薩斯州)
里奇蘭（英語：Richland）是位於美國堪薩斯州肖尼縣的一個鬼鎮。

## 地理
里奇蘭所處的海拔為高於海平面284米（即932英呎），而該地所採用的時區為UTC-6，即北美中部時區（CST）。同時該地設有夏令時間，為UTC-6調快一小時，即UTC-5（CDT）。